# Liste des cavités naturelles les plus profondes de France
La liste des cavités naturelles les plus profondes de France recense, sous forme de tableaux, les cavités souterraines naturelles connues dans ce pays, dont le dénivelé est supérieur ou égal à cinq cents mètres.
La communauté spéléologique considère qu'une cavité souterraine naturelle n'existe vraiment qu'à partir du moment où elle est « inventée » c'est-à-dire découverte (ou redécouverte), inventoriée, topographiée et publiée. Bien sûr, la réalité physique d'une cavité naturelle est la plupart du temps bien antérieure à sa découverte par l'homme ; cependant tant qu'elle n'est pas explorée, mesurée et révélée, la cavité naturelle n'appartient pas au domaine de la connaissance partagée.
La liste spéléométrique des 91 plus profondes cavités naturelles de France (≥ cinq cents mètres) est actualisée à fin décembre 2021.
La plus profonde cavité souterraine naturelle de France répertoriée est « le gouffre Mirolda », sur la commune de Samoëns dans le département de la Haute-Savoie, en région Auvergne-Rhône-Alpes (cf. ligne 1 du tableau ci-dessous).
| \| Histogramme de la répartition des plus profondes cavités naturelles de France par classe de dénivelé -- Les 91 cavités citées fin 2021 sont réparties en 4 classes de dénivelé -- \| \| \| \| \| \| \| \| \| \| \| \| \| \| \| classe I >= 1 500 m 2 cavité[s] \| classe II >= 1 000 m et < 1 500 m 6 cavités \| classe III >= 750 m et < 1 000 m 18 cavités \| classe IV >= 500 m et < 750 m 65 cavités \| \| |                                 |                                             |                                             |                                          |  |
| Le graphique qui aurait dû être présenté ici ne peut pas être affiché car il utilise l'ancienne extension Graph, désactivée pour des questions de sécurité. Des indications pour créer un nouveau graphique avec la nouvelle extension Chart sont disponibles ici . |                                 |                                             |                                             |                                          |  |
| Histogramme de la répartition des plus profondes cavités naturelles de France par classe de dénivelé -- Les 91 cavités citées fin 2021 sont réparties en 4 classes de dénivelé -- |                                 |                                             |                                             |                                          |  |
| |                                 |                                             |                                             |                                          |  |
| | classe I >= 1 500 m 2 cavité[s] | classe II >= 1 000 m et < 1 500 m 6 cavités | classe III >= 750 m et < 1 000 m 18 cavités | classe IV >= 500 m et < 750 m 65 cavités |  |

## Cavités françaises de dénivellation supérieure ou égale à1 500 mètres
2 cavités sont recensées dans cette classe I au 31-07-2023.
| Réf. | Cavité ou réseau souterrain                                                                       | Localisation administrative                   | Massif / Zone                   | Coord. (WGS 84)             | Déniv. (mètres) | Dével. (mètres) | Sources ou références                                                   | Mises à jour |
| ---- | ------------------------------------------------------------------------------------------------- | --------------------------------------------- | ------------------------------- | --------------------------- | --------------- | --------------- | ----------------------------------------------------------------------- | ------------ |
| 1    | Réseau Lucien Bouclier (Gouffre Mirolda, gouffre Lucien Bouclier, gouffre des Jockers, F126, ...) | Auvergne-Rhône-Alpes / Haute-Savoie / Samoëns | Haut-Giffre / Aouille de Criou  | 46° 05′ 20″ N, 6° 46′ 14″ E | +1 661, m       | +22 032, m      | Spelunca n°103, Mercier, CDS 74 & Les topographies du système du Criou. | 2024-09      |
| 2    | Réseau du Jean-Bernard                                                                            | Auvergne-Rhône-Alpes / Haute-Savoie / Samoëns | Haut-Giffre / Montagne du Folly | 46° 06′ 08″ N, 6° 46′ 47″ E | +1 612, m       | +29 558, m      | Spéléo mag & GS Vulcain                                                 | 2024-07      |

## Cavités françaises de dénivellation comprise entre1 000 mètreset1 499 mètres
6 cavités sont recensées dans cette classe II au 01-05-2025.
| Réf. | Cavité ou réseau souterrain       | Localisation administrative                                                                                     | Massif / Zone                                    | Coord. (WGS 84)             | Déniv. (mètres) | Dével. (mètres) | Sources ou références                                 | Mises à jour |
| ---- | --------------------------------- | --- | ------------------------------------------------ | --------------------------- | --------------- | --------------- | ----------------------------------------------------- | ------------ |
| 3    | Réseau de la Pierre Saint-Martin  | Espagne / Navarre / Isaba-Izaba & France / Nouvelle-Aquitaine / Pyrénées-Atlantiques / Arette et Sainte-Engrâce | Pierre Saint-Martin - Larra / Arres d'Anie       | 42° 58′ 05″ N, 0° 46′ 10″ O | +1 410, m       | +87 996, m      | Michel Douat, Spelunca n°136, Spelunca n°166 & ARSIP. | 2024-01      |
| 4    | Réseau du gouffre Berger          | Auvergne-Rhône-Alpes / Isère / Engins                                                                           | Vercors / Plateau de Sornin                      | 45° 13′ 09″ N, 5° 36′ 17″ E | +1 271, m       | +45 679, m      | Scialet n°45 & Spéléo mag                             | 2022-11      |
| 5    | Gouffre du Bracas de Thurugne     | Nouvelle-Aquitaine / Pyrénées-Atlantiques / Arette et Sainte-Engrâce                                            | Pierre Saint-Martin - Larra / Bracas de Thurugne | 42° 58′ 51″ N, 0° 45′ 24″ O | +1 188, m       | +10 745, m      | Plongeesout, Spéléoc n°39, Scialet n°15 & ARSIP.      | 2016-09      |
| 6    | Tanne des Praz d'zeures           | Auvergne-Rhône-Alpes / Haute-Savoie / Serraval                                                                  | Bornes / La Tournette                            | 45° 48′ 56″ N, 6° 17′ 54″ E | +1 148, m       | +13 000, m      | Spéléo mag n°21 & Éric Madelaine                      | 2012-03      |
| 7    | Réseau du Clot d'Aspres           | Auvergne-Rhône-Alpes / Isère / Villard-de-Lans et Le Gua                                                        | Vercors / Clot d'Aspres                          | 45° 01′ 11″ N, 5° 34′ 34″ E | +1 066, m       | +42 000, m      | Grottocenter                                          | 2018-02      |
| 8    | Réseau Félix Trombe - Henne Morte | Occitanie / Haute-Garonne / Herran & Arbas                                                                      | Massif d'Arbas / Coume Ouarnède                  | 42° 58′ 51″ N, 0° 53′ 52″ E | +1 001, m       | +126 343, m     | Coume-ouarnede.fr & S. Clément                        | 2025-05      |

## Cavités françaises de dénivellation comprise entre750 mètreset999 mètres
18 cavités sont recensées dans cette classe III au 31-07-2023.
| Réf. | Cavité ou réseau souterrain                             | Localisation administrative                                | Massif / Zone                                | Coord. (WGS 84)             | Déniv. (mètres) | Dével. (mètres) | Sources ou références                                                                                 | Mises à jour |
| ---- | ------------------------------------------------------- | ---------------------------------------------------------- | -------------------------------------------- | --------------------------- | --------------- | --------------- | --- | ------------ |
| 9    | Chourum des Aiguilles                                   | Provence-Alpes-Côte d'Azur / Hautes-Alpes / Dévoluy        | Dévoluy / Aiguilles                          | 44° 40′ 35″ N, 5° 49′ 13″ E | +0980, m        | +06 100, m      | Spéléo Club Alpin de Gap                                                                              | 2000-01      |
| 10   | Tune des Renards                                        | Provence-Alpes-Côte d'Azur / Hautes-Alpes / Dévoluy        | Dévoluy / Costebelle                         | 44° 41′ 26″ N, 5° 50′ 25″ E | +0946, m        | +02 780, m      | Le Dauphiné , GSPV Épinal & 18th Int. Congress of Speleology – SYMPOSIUM 02 – Caving and explorations | 2022-06      |
| 11   | Gouffre du Cambou de Liard                              | Nouvelle-Aquitaine / Pyrénées-Atlantiques / Accous         | Montagnon d'Iseye                            | 42° 56′ 39″ N, 0° 31′ 35″ O | +0926, m        | +02 500, m      | Scialet n°1                                                                                           | 2004-00      |
| 12   | Trou Souffleur                                          | Provence-Alpes-Côte d'Azur / Vaucluse / Saint-Christol     | Monts de Vaucluse / Plateau d'Albion         | 44° 01′ 17″ N, 5° 29′ 31″ E | +0921, m        | +10 853, m      | Spelunca n°130, Spelunca n°137 & Spelunca n°143                                                       | 2016-11      |
| 13   | Réseau des Zorzières                                    | Auvergne-Rhône-Alpes / Haute-Savoie / Arâches-la-Frasse    | Haut-Giffre / Désert de Platé                | 46° 01′ 11″ N, 6° 40′ 39″ E | +0899, m        | +09 774, m      | SC Mont Blanc, Spéléo mag & Spéléo magazine n°109                                                     | 2020-02      |
| 14   | Gouffre Touya de Liet                                   | Nouvelle-Aquitaine / Pyrénées-Atlantiques / Accous         | Montagnon d'Iseye                            | 42° 56′ 31″ N, 0° 30′ 49″ O | +0894, m        | +05 300, m      | Scialet n°12 & Karsteau                                                                               | 2000-12      |
| 15   | Antre des Damnés                                        | Auvergne-Rhône-Alpes / Isère / Corrençon-en-Vercors        | Vercors / Rochers de la Balme                | 44° 58′ 58″ N, 5° 31′ 14″ E | +0865, m        | +05 000, m      | Spéléo mag n°46 & Scialet n°11                                                                        | 2011-03      |
| 16   | Réseau Banges - Prépoulain                              | Auvergne-Rhône-Alpes / Savoie / Arith                      | Bauges / Montagne de Bange                   | 45° 43′ 27″ N, 6° 05′ 37″ E | +0865, m        | +53 955, m      | Spelunca n°111 & Spéléo mag n°96                                                                      | 2011-04      |
| 17   | Arresteliako Ziloa                                      | Nouvelle-Aquitaine / Pyrénées-Atlantiques / Sainte-Engrâce | Pierre Saint-Martin - Larra / Kakouetta      | 42° 59′ 00″ N, 0° 50′ 41″ O | +0835, m        | +60 943, m      | ARSIP,                                                                                                | 2008-09      |
| 18   | Gouffre Lonné Peyret-Bourrugues                         | Nouvelle-Aquitaine / Pyrénées-Atlantiques / Arette         | Pierre Saint-Martin - Larra / Arres Planères | 42° 58′ 30″ N, 0° 45′ 51″ O | +0831, m        | +34 244, m      | CDS 64, Scialet n°1, CDS 64 & Spelunca n°166                                                          | 2022-01      |
| 19   | Tanne aux Cochons                                       | Auvergne-Rhône-Alpes / Savoie / Aillon-le-Jeune            | Bauges / Mont Margériaz                      | 45° 38′ 06″ N, 6° 03′ 26″ E | +0825, m        | +17 694, m      | Spelunca n°111                                                                                        | 2017-00      |
| 20   | Réseau Tasques - Krakoukas                              | Nouvelle-Aquitaine / Pyrénées-Atlantiques / Accous         | Montagnon d'Iseye                            | 42° 56′ 31″ N, 0° 30′ 21″ O | +0822, m        | +06 000, m      | Scialet n°3 & Scialet n°5                                                                             | 2004-01      |
| 21   | Grotte des Eaux Chaudes                                 | Nouvelle-Aquitaine / Pyrénées-Atlantiques / Laruns         | Pic de Ger / Eaux Chaudes                    | 42° 56′ 03″ N, 0° 26′ 26″ O | +0810, m        | +11 000, m      | plongeesout & Karsteau                                                                                | 2004-01      |
| 22   | Puts dets Tachous                                       | Occitanie / Hautes-Pyrénées / Saint-Pé-de-Bigorre          | Massif de Saint-Pé / Toupiettes              | 43° 04′ 35″ N, 0° 11′ 28″ O | +0804, m        | +04 500, m      | GSHP de Tarbes & karsteau                                                                             | 2018-01      |
| 23   | Réseau de Paloumé                                       | Occitanie / Ariège / Balaguères                            | Couserans                                    | 42° 58′ 25″ N, 0° 59′ 02″ E | +0795, m        | +10 000, m      | Spéléoc n°82 & Grottes et karsts de France                                                            | 2011-03      |
| 24   | Satorrako Ziloua                                        | Nouvelle-Aquitaine / Pyrénées-Atlantiques / Aussurucq      | Arbailles                                    | 43° 06′ 44″ N, 1° 00′ 05″ O | +0780, m        | +02 824, m      | Speleo44 & Spelunca 79                                                                                | 2012-09      |
| 25   | Gouffre de la Ménère                                    | Occitanie / Hautes-Pyrénées / Saint-Pé-de-Bigorre          | Massif de Saint-Pé / Toupiettes              | 43° 04′ 49″ N, 0° 11′ 23″ O | +0765, m        | +04 100, m      | GSHP de Tarbes & Karsteau                                                                             | 2018-01      |
| 26   | Trou des Jeunes - Souffleur des Apollons - Trou Godasse | Auvergne-Rhône-Alpes / Haute-Savoie / Fillière             | Massif des Bornes / Montagne de Sous-Dîne    | 45° 59′ 50″ N, 6° 19′ 28″ E | +0751, m        | +07 173, m      | CDS 74,                                                                                               | 2023-08      |

## Cavités françaises de dénivellation comprise entre500 mètreset749 mètres
65 cavités sont recensées dans cette classe IV au 31-12-2021.
| Réf. | Cavité ou réseau souterrain          | Localisation administrative                                                                           | Massif / Zone                               | Coord. (WGS 84)             | Déniv. (mètres) | Dével. (mètres) | Sources ou références                                        | Mises à jour |
| ---- | ------------------------------------ | --- | ------------------------------------------- | --------------------------- | --------------- | --------------- | ------------------------------------------------------------ | ------------ |
| 27   | Réseau de la Tête des Verds          | Auvergne-Rhône-Alpes / Haute-Savoie / Magland                                                         | Haut-Giffre / Désert de Platé               | 45° 59′ 55″ N, 6° 42′ 04″ E | +0747, m        | +11 000, m      | Deep caves of the world, Philippe Audra & Michel Bugnet      | 2011-00      |
| 28   | Gouffre du Couey Lotge               | Nouvelle-Aquitaine / Pyrénées-Atlantiques / Arette et Osse-en-Aspe                                    | Pierre Saint-Martin - Larra                 | 42° 59′ 02″ N, 0° 44′ 44″ O | +0733, m        | +8 745, m       | CDS 64.                                                      | 2016-09      |
| 29   | Réseau Trois Dents - Quèbe de Cotche | Nouvelle-Aquitaine / Pyrénées-Atlantiques / Eaux-Bonnes                                               | Pic de Ger / Trois Dents                    | 42° 56′ 19″ N, 0° 19′ 56″ O | +0726, m        | +3 100, m       | Spéléométrie de la France                                    | 2000-12      |
| 30   | Réseau de Bovinant                   | Auvergne-Rhône-Alpes / Isère / Saint-Pierre-d'Entremont                                               | Chartreuse / Grand Som                      | 45° 23′ 19″ N, 5° 49′ 00″ E | +0723, m        | +6 836, m       | Scialet n°14                                                 | 2010-01      |
| 31   | Réseau de la Diau                    | Auvergne-Rhône-Alpes / Haute-Savoie / Dingy-Saint-Clair et Fillière                                   | Bornes / Parmelan                           | 45° 57′ 30″ N, 6° 16′ 58″ E | +0723, m        | +47 000, m      | Philippe Fleury, Scialet n°38, Spelunca n°79 & Karstologia   | 2022-08      |
| 32   | Gouffre Georges                      | Occitanie : Ariège / Le Port                                                                          | Mont Béas / Etang de Lers                   | 42° 48′ 16″ N, 1° 22′ 06″ E | +0721, m        | +3 490, m       | CDS Ariège                                                   | 2018-03      |
| 33   | Grotte d’Arphidia                    | Nouvelle-Aquitaine / Pyrénées-Atlantiques / Sainte-Engrâce                                            | Pierre Saint-Martin - Larra / Arphidia      | 42° 58′ 45″ N, 0° 47′ 46″ O | +0712, m        | +22 573, m      | CDS 64 & GSHP                                                | 2016-09      |
| 34   | Gouffre de la Consolation            | Nouvelle-Aquitaine / Pyrénées-Atlantiques / Accous                                                    | Montagnon d'Iseye                           | 42° 56′ 23″ N, 0° 31′ 10″ O | +0711, m        | +3 448, m       | Scialet n°7 & Scialet n°8                                    | 2000-00      |
| 35   | Gouffre Romy                         | Nouvelle-Aquitaine / Pyrénées-Atlantiques / Osse-en-Aspe                                              | Pierre Saint-Martin - Larra / ?             | 42° 58′ 54″ N, 0° 43′ 18″ O | +0705, m        | +6 400, m       | CDS 64.                                                      | 2022-12      |
| 36   | Gouffre des Morts vivants            | Auvergne-Rhône-Alpes / Haute-Savoie / Samoëns                                                         | Haut-Giffre / Aouille de Criou              | 46° 05′ 02″ N, 6° 46′ 58″ E | +0700, m        | +4 686, m       | Spéléo dossiers n°21 & Criou 2023.                           | 2023-12      |
| 37   | Réseau Ded                           | Auvergne-Rhône-Alpes / Isère / Saint-Pierre-de-Chartreuse                                             | Chartreuse / Charmant Som                   | 45° 19′ 33″ N, 5° 46′ 11″ E | +0693, m        | +2 718, m       | Bruno Talour, E. Gondras & Spéléo Magazine n°124.            | 2023-02      |
| 38   | Gouffre de la Rasse                  | Auvergne-Rhône-Alpes / Ain / Farges                                                                   | Jura / Pays de Gex                          | 46° 09′ 51″ N, 5° 52′ 40″ E | +0690, m        | +2 100, m       | Spéléo mag                                                   | 2018-05      |
| 39   | Scialet des Pullis                   | Auvergne-Rhône-Alpes / Isère / Corrençon-en-Vercors                                                   | Vercors / Grande Moucherolle                | 45° 00′ 08″ N, 5° 33′ 17″ E | +0688, m        | +2 394, m       | Scialet,                                                     | 2018-01      |
| 40   | Tanne de la Canicule ou SD 27        | Auvergne-Rhône-Alpes / Haute-Savoie / Fillière                                                        | Plateau des Glières / montagne de Sous-Dîne | 45° 59′ 41″ N, 6° 19′ 27″ E | +0686, m        | +2 100, m       | CDS 74 & Spéléalpes n°26.                                    | 2022-08      |
| 41   | Réseau de la Dent de Crolles         | Auvergne-Rhône-Alpes / Isère / Saint-Pierre-de-Chartreuse et Plateau-des-Petites-Roches               | Chartreuse / Dent de Crolles                | 45° 19′ 34″ N, 5° 51′ 27″ E | +0681, m        | +55 407, m      | CDS 38 & Scialet n°39                                        | 2022-07      |
| 42   | Grotte de Gournier                   | Auvergne-Rhône-Alpes / Isère / Choranche                                                              | Vercors / Coulmes                           | 45° 04′ 37″ N, 5° 23′ 45″ E | +0680, m        | +18 000, m      | Grottocenter                                                 | 2010-01      |
| 43   | Gouffre de Génieux                   | Auvergne-Rhône-Alpes / Isère / Saint-Pierre-de-Chartreuse                                             | Chartreuse / Forêt de Génieux               | 45° 19′ 59″ N, 5° 44′ 18″ E | +0675, m        | +1 850, m       | Bruno Talour & Spelunca n°120                                | 2010-01      |
| 44   | Aven Autran                          | Provence-Alpes-Côte d'Azur / Vaucluse / Saint-Christol                                                | Monts de Vaucluse / Plateau d'Albion        | 44° 02′ 25″ N, 5° 27′ 58″ E | +0670, m        | +6 000, m       | SpeleoMap                                                    | 2000-12      |
| 45   | Trou qui souffle                     | Auvergne-Rhône-Alpes / Isère / Autrans-Méaudre en Vercors                                             | Vercors / Quatre Montagnes                  | 45° 09′ 01″ N, 5° 31′ 03″ E | +0670, m        | +49 300, m      | CDS 38 & Dominique Artru                                     | 2010-01      |
| 46   | Aven du Caladaïre                    | Provence-Alpes-Côte d'Azur / Alpes-de-Haute-Provence / Montsalier                                     | Monts de Vaucluse / Banon                   | 44° 02′ 06″ N, 5° 36′ 09″ E | +0667, m        | +1 850, m       | Grottocenter                                                 | 2000-12      |
| 47   | Réseau de Balacha                    | Auvergne-Rhône-Alpes / Haute-Savoie / Arâches-la-Frasse                                               | Haut-Giffre / Désert de Platé               | 45° 59′ 55″ N, 6° 43′ 24″ E | +0665, m        | +4 576, m       | Spéléalpes n°23, Grottocenter & Clan des Tritons             | 2011-04      |
| 48   | Tanne de Chavanu                     | Auvergne-Rhône-Alpes / Savoie / Aillon-le-Vieux et Aillon-le-Jeune                                    | Bauges / Mont Margériaz                     | 45° 38′ 29″ N, 6° 03′ 18″ E | +0662, m        | +10 413, m      | Spelunca n°135                                               | 2018-01      |
| 49   | Réseau de la Pointe de Sans Bet      | Auvergne-Rhône-Alpes / Haute-Savoie / Sixt-Fer-à-Cheval                                               | Haut-Giffre / Sans Bet                      | 46° 05′ 12″ N, 6° 48′ 46″ E | +0656, m        | +8 000, m       | Scialet n°6                                                  | 2012-03      |
| 50   | Réseau de l'Alpe                     | Auvergne-Rhône-Alpes / Savoie / Chapareillan, Saint-Pierre-d'Entremont & Isère / Sainte-Marie-du-Mont | Chartreuse / Alpe                           | 45° 25′ 07″ N, 5° 54′ 49″ E | +0655, m        | +72 300, m      | Robert Durand                                                | 2012-03      |
| 51   | Scialet Zakapouët                    | Auvergne-Rhône-Alpes / Isère / Corrençon-en-Vercors                                                   | Vercors / Hauts Plateaux                    | 44° 58′ 06″ N, 5° 31′ 33″ E | +0655, m        | +1 350, m       | Scialet n°38, Spelunca n°117 & F. Dénarié                    | 2010-01      |
| 52   | Les cinq Scialets - Hachoir à Viande | Auvergne-Rhône-Alpes / Isère / Corrençon-en-Vercors                                                   | Vercors / Rochers de la Balme               | 44° 59′ 39″ N, 5° 31′ 50″ E | +0655, m        | +03 441, m      | Scialet n°22 & LSD                                           | 2010-01      |
| 53   | Système du Granier                   | Auvergne-Rhône-Alpes / Savoie / Entremont-le-Vieux & Isère / Chapareillan                             | Chartreuse / Mont Granier                   | 45° 27′ 41″ N, 5° 55′ 38″ E | +0635, m        | +55 725, m      | Robert Durand & Grottocenter                                 | 2012-03      |
| 54   | Gouffre du Mail                      | Nouvelle-Aquitaine / Pyrénées-Atlantiques / Castet                                                    | Massif du Jaout                             | 43° 03′ 04″ N, 0° 20′ 32″ O | +0629, m        | +01 142, m      | Spéléoc n°108 & Spéléoc n°116                                | 2009-??      |
| 55   | Réseau de la Pique                   | Occitanie / Ariège / Le Port                                                                          | La Pique                                    | 42° 48′ 36″ N, 1° 21′ 56″ E | +0621, m        | +01 900, m      | Spéléoc n°125, Explos & F. Guillot                           | 2018-07      |
| 56   | Gouffre du Rocher de Louctores       | Nouvelle-Aquitaine / Pyrénées-Atlantiques / Eaux-Bonnes                                               | Pic de Ger / Louctores                      | 42° 56′ 39″ N, 0° 22′ 34″ O | +0609, m        | NC              | Continent 7                                                  | 2000-12      |
| 57   | Gouffre du Papillon                  | Occitanie / Ariège / Buzan                                                                            | Pic de l'Estelas                            | 42° 57′ 46″ N, 0° 56′ 56″ E | +0606, m        | +05 000, m      | Spéléoc n°125                                                | 2010-00      |
| 58   | Système souterrain de l'Hyder        | Occitanie / Ariège / Cazavet & Haute-Garonne / Urau                                                   | Pic de l'Estelas                            | 43° 00′ 05″ N, 1° 00′ 38″ E | +0604, m        | +13 200, m      | Spelunca n°133, Sésame n°18, Grottocenter & Spéléo mag n°108 | 2019-12      |
| 59   | Behiako Leizea                       | Nouvelle-Aquitaine / Pyrénées-Atlantiques / Saint-Michel                                              | Urkulu - Mendilaz                           | 43° 03′ 34″ N, 1° 12′ 51″ O | +0596, m        | +11 500, m      | Karsteau & Behia                                             | 2005-00      |
| 60   | Réseau de la Combe des Biolles       | Auvergne-Rhône-Alpes / Savoie / Aillon-le-Vieux                                                       | Bauges / Mont Margériaz                     | 45° 37′ 44″ N, 6° 02′ 29″ E | +0591, m        | +26 002, m      | Spelunca n°111                                               | 2008-01      |
| 61   | Grotte de la Luire                   | Auvergne-Rhône-Alpes / Drôme / Saint-Agnan-en-Vercors                                                 | Massif du Vercors                           | 44° 53′ 29″ N, 5° 25′ 52″ E | +0581, m        | +56 182, m      | Spéléométrie de la France & L. Garnier                       | 2019-09      |
| 62   | Scialet de la Combe de Fer           | Auvergne-Rhône-Alpes / Isère / Corrençon-en-Vercors                                                   | Massif du Vercors / Rochers de la Balme     | 44° 59′ 52″ N, 5° 31′ 48″ E | +0580, m        | +05 000, m      | Scialet n°26                                                 | 2010-01      |
| 63   | Scialet du Clos de la Fure           | Auvergne-Rhône-Alpes / Isère / Corrençon-en-Vercors                                                   | Massif du Vercors / Rochers de la Balme     | 44° 58′ 58″ N, 5° 31′ 50″ E | +0580, m        | +04 350, m      | LSD n°1, LSD n°3 & LSD n°4.                                  | 2010-01      |
| 64   | Aven de Jean Nouveau                 | Provence-Alpes-Côte d'Azur / Vaucluse / Sault                                                         | Monts de Vaucluse                           | 44° 01′ 27″ N, 5° 23′ 14″ E | +0578, m        | +01 300, m      | Spéléo Vaucluse & Grottocenter                               | 2000-12      |
| 65   | Réseau de la Combe des Foges         | Auvergne-Rhône-Alpes / Haute-Savoie / Samoëns                                                         | Haut-Giffre                                 | 46° 00′ 18″ N, 6° 44′ 35″ E | +0577, m        | +04 028, m      | Spéléalpes n°2, Spéléo dossiers (n°12, n°16)                 | 2015-06      |
| 66   | Aven de l'Ail                        | Provence-Alpes-Côte d'Azur / Alpes-Maritimes / La Brigue                                              | Marguareis                                  | 44° 10′ 22″ N, 7° 40′ 40″ E | +0563, m        | +03 229, m      | Grottocenter                                                 | 2008-09      |
| 67   | Chourum du Frigo                     | Provence-Alpes-Côte d'Azur / Hautes-Alpes / Dévoluy                                                   | Massif du Dévoluy                           | 44° 39′ 52″ N, 5° 54′ 47″ E | +0559, m        | +01 600, m      | P. Bertochio & Spéleo dossiers n°35                          | 2013-09      |
| 68   | Scialet Candy                        | Auvergne-Rhône-Alpes / Isère / Villard-de-Lans                                                        | Massif du Vercors                           | 45° 01′ 43″ N, 5° 34′ 37″ E | +0558, m        | +11 000, m      | Scialet n°46                                                 | 2018-01      |
| 69   | Gouffre du Loup Garou                | Auvergne-Rhône-Alpes / Isère / Saint-Joseph-de-Rivière                                                | Massif de la Chartreuse / Grande Sure       | 45° 20′ 33″ N, 5° 42′ 48″ E | +0556, m        | +02 600, m      | Scialet n°13 & Scialet n°21                                  | 2010-01      |
| 70   | Chipi Josetteko Leze Handia          | Nouvelle-Aquitaine / Pyrénées-Atlantiques / Sainte-Engrâce                                            | Pierre Saint-Martin - Larra                 | 42° 58′ 05″ N, 0° 47′ 52″ O | +0553, m        | +03 512, m      | Spelunca n°75                                                | 2000-12      |
| 71   | Scialet du Tonnerre                  | Auvergne-Rhône-Alpes / Isère / Lans-en-Vercors                                                        | Massif du Vercors                           | 45° 05′ 25″ N, 5° 36′ 42″ E | +0550, m        | +01 745, m      | D. Artru, Scialet n°20 & Spelunca n°52                       | 2010-01      |
| 72   | Gouffre A3                           | Auvergne-Rhône-Alpes / Haute-Savoie / Samoëns                                                         | Haut-Giffre / Massif de Bostan              | 46° 07′ 31″ N, 6° 47′ 02″ E | +0550, m        | +04 800, m      | CDS 74 & Spéléalpes n°9                                      | 2015-06      |
| 73   | Gouffre de la Glacière               | Auvergne-Rhône-Alpes / Haute-Savoie / Brison                                                          | Rochers de Leschaux                         | 46° 01′ 30″ N, 6° 26′ 24″ E | +0532, m        | +02 600, m      | Michel Delamette & Grottocenter                              | 2015-06      |
| 74   | Gouffre Marco Polo                   | Auvergne-Rhône-Alpes / Isère / La Ruchère                                                             | Massif de la Chartreuse                     | 45° 24′ 38″ N, 5° 47′ 35″ E | +0530, m        | +05 215, m      | Scialet n°6, Scialet n°8 & Scialet n°18                      | 2010-01      |
| 75   | Scialet Moussu                       | Auvergne-Rhône-Alpes / Isère / Villard-de-Lans                                                        | Vercors / La Grande Moucherolle             | 45° 00′ 52″ N, 5° 33′ 04″ E | +0529, m        | +02 947, m      | Moucherolle souterraine                                      | 2018-01      |
| 76   | Scialet du Lièvre Blanc              | Auvergne-Rhône-Alpes / Isère / Villard-de-Lans                                                        | Vercors / La Grande Moucherolle             | 45° 01′ 19″ N, 5° 33′ 43″ E | +0528, m        | +01 115, m      | Spéléo mag n°77 & Spelunca n°125                             | 2018-01      |
| 77   | Tanne à la Foire                     | Auvergne-Rhône-Alpes / Savoie / Aillon-le-Vieux                                                       | Bauges / mont Margériaz                     | 45° 39′ 23″ N, 6° 03′ 46″ E | +0526, m        | +02 370, m      | Spéléo mag n°109                                             | 2020-03      |
| 78   | Grotte de Ley                        | Nouvelle-Aquitaine / Pyrénées-Atlantiques / Eaux-Bonnes                                               | Pic de Ger                                  | 42° 57′ 35″ N, 0° 20′ 12″ O | +0521, m        | +06 000, m      | Spelunca n°91                                                | 2003-??      |
| 79   | Grotte inférieure de Bury            | Auvergne-Rhône-Alpes / Isère / Izeron                                                                 | Massif du Vercors                           | 45° 07′ 38″ N, 5° 26′ 10″ E | +0520, m        | +04 900, m      | Scialet n°4                                                  | 2010-01      |
| 80   | Tanne à Chalow alias le Grand Trou   | Auvergne-Rhône-Alpes / Haute-Savoie / Bernex                                                          | Dent d'Oche                                 | 46° 21′ 02″ N, 6° 44′ 25″ E | +0518, m        | +01 373, m      | Geopark Chablais & Spéléalpes n°22                           | 2015-06      |
| 81   | Gouffre des Aures                    | Auvergne-Rhône-Alpes / Isère / Saint-Pierre-de-Chartreuse                                             | Chartreuse / Grand Som                      | 45° 22′ 23″ N, 5° 49′ 00″ E | +0512, m        | +00550, m       | Dominique Artru & Scialet n°24                               | 2010-01      |
| 82   | Chourum de la Combe des Buissons     | Provence-Alpes-Côte d'Azur / Hautes-Alpes / Dévoluy                                                   | Massif du Dévoluy                           | 44° 41′ 59″ N, 5° 50′ 53″ E | +0511, m        | +04 375, m      | Voconcie n°16                                                | 2000-12      |
| 83   | Gouffre de Coume Bère                | Occitanie / Hautes-Pyrénées / Hèches                                                                  | Baronnies                                   | 42° 58′ 41″ N, 0° 20′ 38″ E | +0512, m        | +01 500, m      | Karsteau                                                     | 2018-01      |
| 84   | Chourum Lily-Rose                    | Provence-Alpes-Côte d'Azur / Hautes-Alpes / Dévoluy                                                   | Massif du Dévoluy                           | 44° 40′ 49″ N, 5° 49′ 40″ E | +0510, m        | +00820, m       | Spéléo Club Aubenas & Spelunca no 153.                       | 2016-08      |
| 85   | Gouffre de Mauvernay                 | Auvergne-Rhône-Alpes / Isère / Saint-Pierre-de-Chartreuse                                             | Chartreuse / Grand Som                      | 45° 22′ 31″ N, 5° 48′ 24″ E | +0507, m        | +01 600, m      | Dominique Artru & LSD n°2                                    | 2010-01      |
| 86   | Système Pinet - Brouillard           | Auvergne-Rhône-Alpes / Isère / Saint-Pierre-d'Entremont et Sainte-Marie-du-Mont                       | massif de la Chartreuse                     | 45° 26′ 03″ N, 5° 54′ 46″ E | +0507, m        | +11 175, m      | Chartreuse souterraine & Grottocenter                        | 2010-01      |
| 87   | Gouffre d'Aphanicé                   | Nouvelle-Aquitaine / Pyrénées-Atlantiques / Mendive                                                   | Massif des Arbailles                        | 43° 06′ 09″ N, 1° 03′ 44″ O | +0504, m        | +01 008, m      | Chroniques souterraines & Karsteau                           | 2000-00      |
| 88   | Lo Gaugnas                           | Occitanie / Aude / Cabrespine                                                                         |                                             | 43° 21′ 33″ N, 2° 27′ 34″ E | +0504, m        | +22 500, m      | CDS Aude & Grottocenter                                      | 2000-00      |
| 89   | Gouffre de Sanson                    | Provence-Alpes-Côte d'Azur / Alpes-Maritimes / La Brigue                                              |                                             | 44° 02′ 19″ N, 7° 40′ 08″ E | +0501, m        | +02 690, m      | Spéléométrie de la France                                    | 2000-12      |
| 90   | Gouffre des Isards                   | Nouvelle-Aquitaine / Pyrénées-Atlantiques / Eaux-Bonnes                                               | Pic de Ger                                  | 42° 56′ 26″ N, 0° 20′ 40″ O | +0500, m        | +03 500, m      | Spelunca n°66                                                | 2000-12      |
| 91   | Aven Penthotal                       | Provence-Alpes-Côte d'Azur / Alpes-Maritimes / La Brigue                                              | Marguareis                                  | 44° 10′ 04″ N, 7° 39′ 47″ E | +0500, m        | +01 500, m      | Spéléométrie de la France                                    | 2000-12      |